# Explosión de Bahawalpur de 2017
El 25 de junio de 2017, un camión cisterna explotó cerca de Ahmedpur East en el distrito de Bahawalpur en Pakistán, matando a 219 personas e hiriendo a por lo menos otras 34 personas. El camión se volcó cuando su conductor intentó dar un giro brusco a la carretera nacional N-5. Una vez que la noticia del accidente se extendió a los pueblos cercanos, cientos de residentes se apresuraron a la escena para saquear el camión de su carga. El camión entonces explotó; informes tempranos sugirieron que la explosión fue causada por alguien que enciende un cigarrillo.

## Explosión
Alrededor de las 06:00 hora local (01:00 GMT), un camión cisterna que transportaba 40.000 litros (10.567 galones) de combustible volcó cuando sus neumáticos estallaron mientras intentaba dar un giro brusco a la Carretera Nacional N-5 cerca de Ahmedpur East, Distrito de Bahawalpur, en Punjab, Paquistán. El camión viajaba de Karachi a Lahore. Hubo informes preliminares contradictorios sobre la causa de la explosión: algunos dijeron que el combustible fue encendido por un intento de encender un cigarrillo cerca del petrolero volcado, y otros culparon una chispa de uno de los numerosos coches y motocicletas que se precipitó a la escena.
Las noticias del accidente se extendieron rápidamente a la aldea cercana de Ramzanpur Joya, con los aldeanos que son alertados vía el altavoz encima de una mezquita local. Un gran número de personas ocupadas trabajando en granjas de mango al lado de la carretera (una fuente estimada alrededor de 500), incluidos hombres, mujeres y niños, se reunieron en el lugar para recoger la gasolina. La multitud ignoró los intentos de la policía de limpiar el área. Alrededor de 10 minutos más tarde, el camión explotó después de que el combustible derramado de su contenedor dañado se incendió, matando al menos a 148 personas. Dos de los heridos murieron en los días siguientes, con lo que el número de muertos a 219 con 34 otros que siguen siendo tratados en hospitales a partir de 11 de julio de 2017. Según algunos informes de los medios, la explosión ocurrió cerca de 45 minutos después del choque inicial del carro.

## Autores
Las carreteras nacionales y la policía de autopista suspendieron el tráfico y establecieron dos desviaciones, cerca de Noorpur Nauranga y más adelante de Dera Nawaz. El Rescate 1122 y el cuerpo de bomberos llegaron al lugar del incidente inmediatamente después de que comenzara el incendio y se iniciaron las operaciones de rescate. Los bomberos lucharon contra el incendio durante más de dos horas antes de extinguir el fuego. Al menos 90 de las víctimas fueron trasladadas al Hospital de la Sede del Distrito ya Bahawal Victoria en Bahawalpur. Los helicópteros del Ejército de Pakistán fueron utilizados para trasladar a 51 personas heridas de Bahawalpur al Hospital Nishtar en Multan.

## Reacciones
El primer ministro Nawaz Sharif expresó su pena y dirigió Punjab para proporcionar "asistencia médica completa". Acortó un viaje privado a Londres y volvió a Pakistán después de la explosión. La Alta Comisión Británica en Pakistán, la Embajada de los Estados Unidos en Islamabad y el secretario general de la ONU António Guterres enviaron condolencias.